# Tetracnemus tertius
Tetracnemus tertius är en stekelart som först beskrevs av Girault 1917.  Tetracnemus tertius ingår i släktet Tetracnemus och familjen sköldlussteklar. Inga underarter finns listade i Catalogue of Life.